# Église Saint-Jean-Baptiste de Coaraze
L'église Saint-Jean-Baptiste est une église catholique située en France sur la commune de Coaraze, dans le département des Alpes-Maritimes en région Provence-Alpes-Côte d'Azur.
Elle fait l'objet d'une inscription au titre des monuments historiques depuis 2018.

## Localisation
L'église est située dans le département français des Alpes-Maritimes, sur la commune de Coaraze.

## Historique
En 1282, il est fait mention d'une église Saint-Pierre, probablement sur l'actuelle place du château.
L'église dédiée à saint Jean-Baptiste est construite à son emplacement actuel avant 1348. Cette construction était peut-être due à l'agrandissement du château. On constate aussi qu'un séisme important s'est produit cette année-là dans la vallée de la Vésubie.
Il reste peu de documents sur la construction de l'église. On peut voir la date de 1452 sur une pierre des fondements extérieurs du maître autel, la date de 1527 sur le linteau de la porte de l'église.
En janvier 1618, un tremblement de terre se produit, détruisant de nombreuses maisons des villages de la vallée de la Vésubie et du Paillon. À Coaraze, ces destructions vont nécessiter des reconstructions et des réparations qui se voient encore. L'église a dû subir des dégâts importants.
Une inscription en latin indique «l'an du Seigneur 1717, cette communauté éleva et acheva cette église trois fois tombée et trois fois restaurée».
On constate sur la façade de l'église que la partie basse, sous les fenêtres, la plus ancienne, est bien appareillée, tandis qu'au-dessus des fenêtres datant de 1717 est de qualité moindre.
La visite de l'église permet de constater que si sa construction a commencé au XIVe siècle, avec de nombreux remaniements, l'intérieur possède une décoration baroque en stuc, de trompe-l'œil, au moment de la Contre-Réforme catholique, avec une profusion d'anges et angelots (118 répertoriés).
On peut y voir une Vierge à l'Enfant en albâtre datant de 1600.
L'église est inscrite en totalité au titre des monuments historiques le 18 juin 2018.

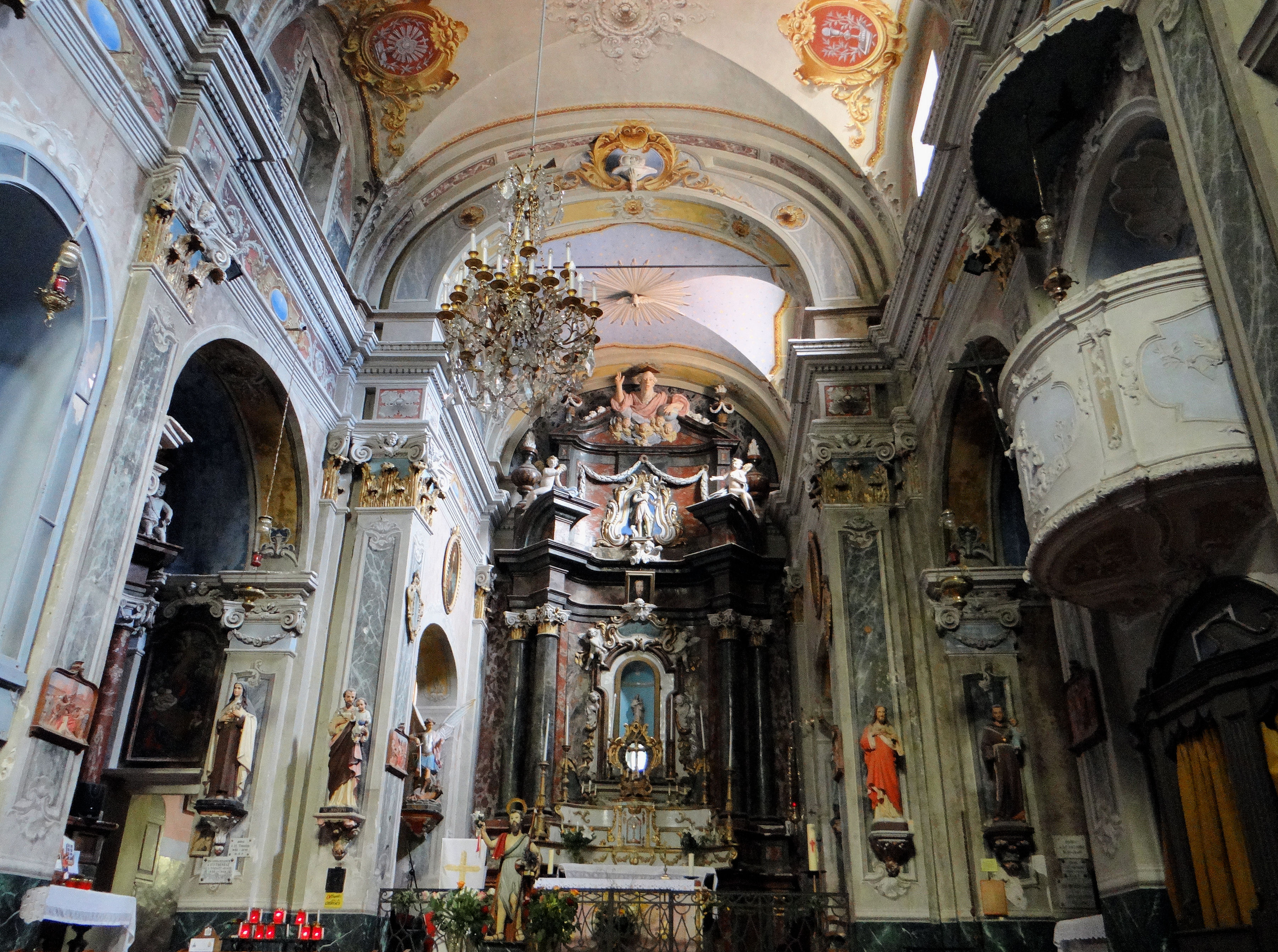
La nef.
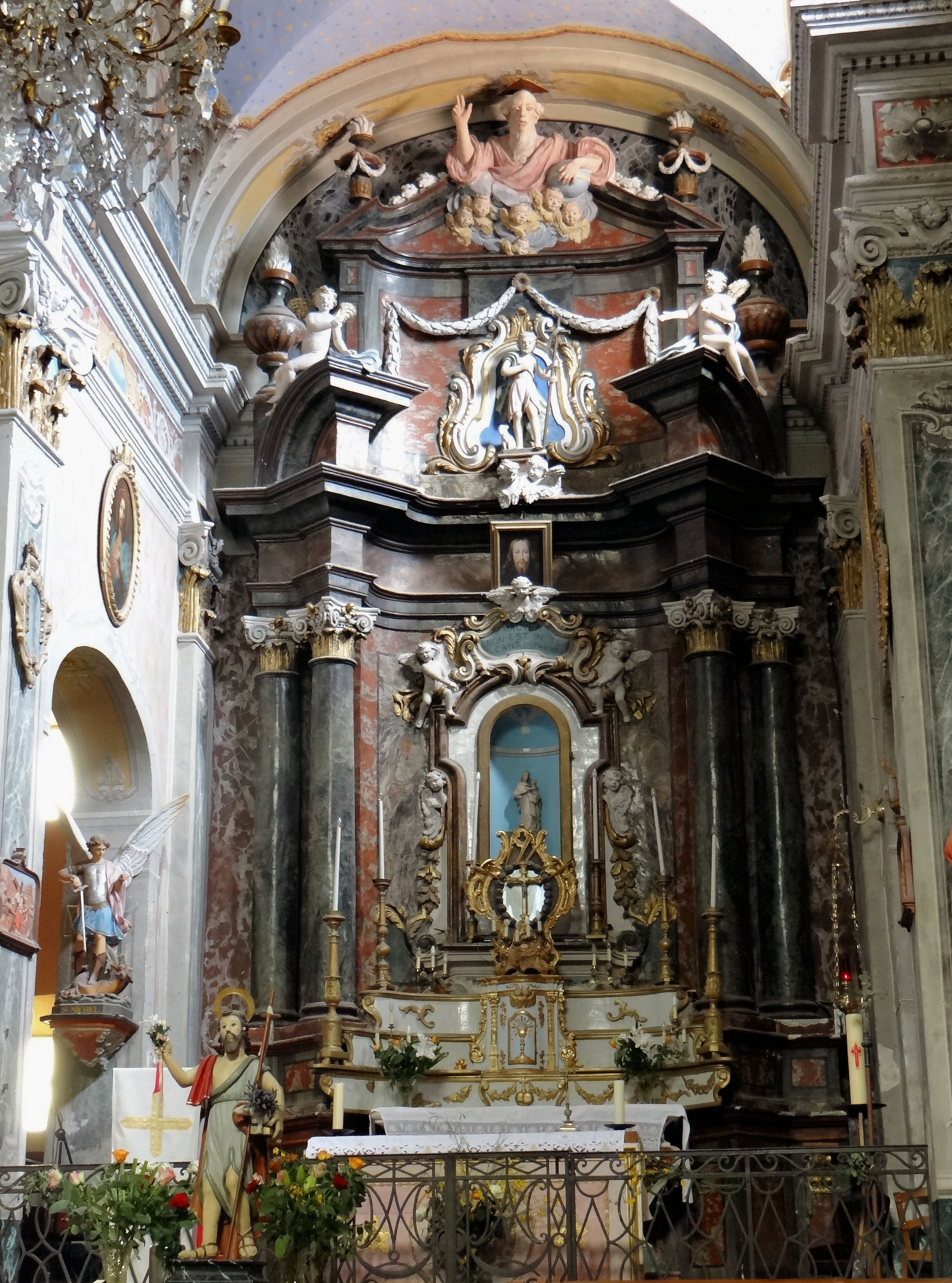
La maître autel et le retable.
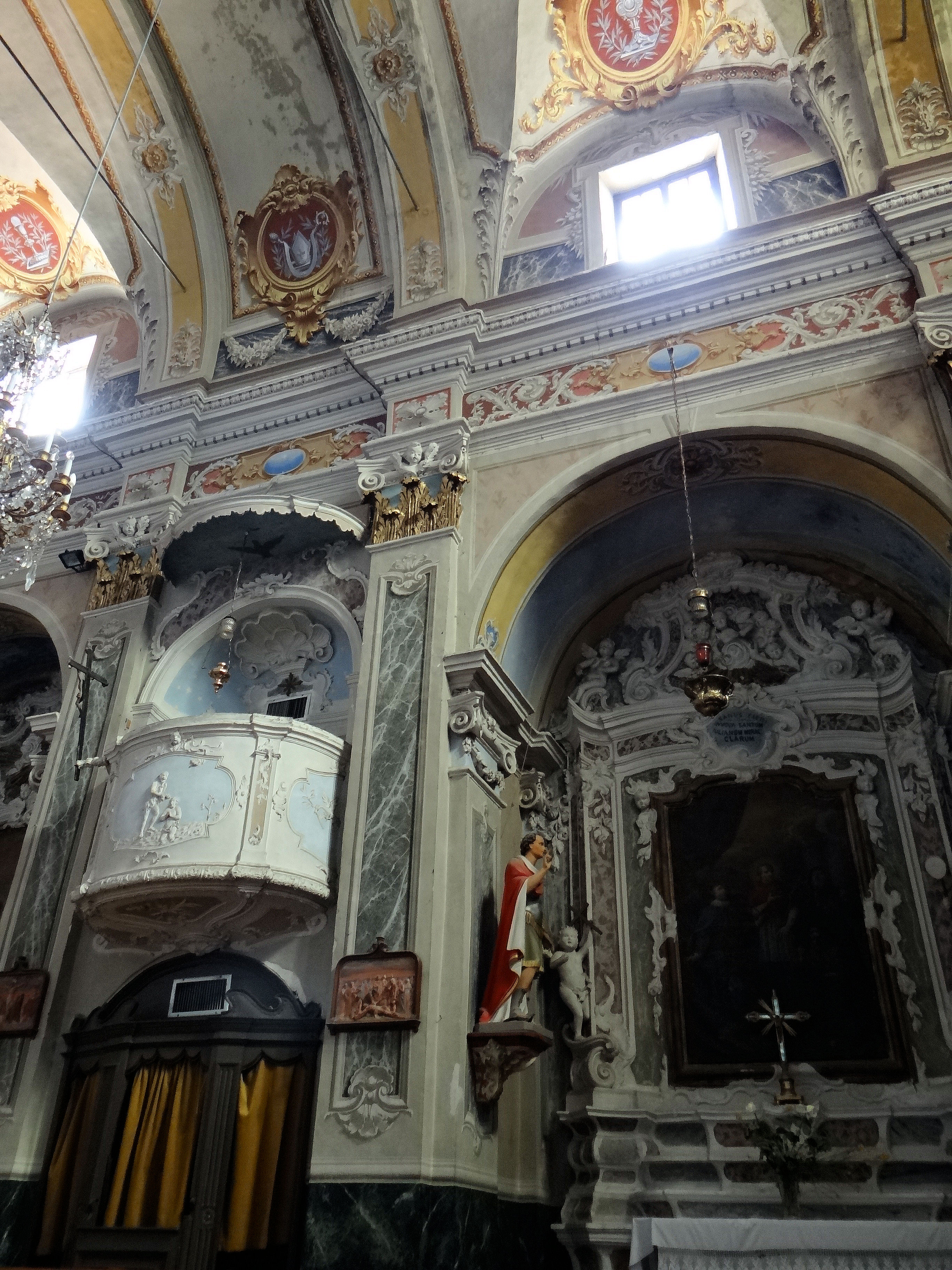
Chaire et chapelle latérale.
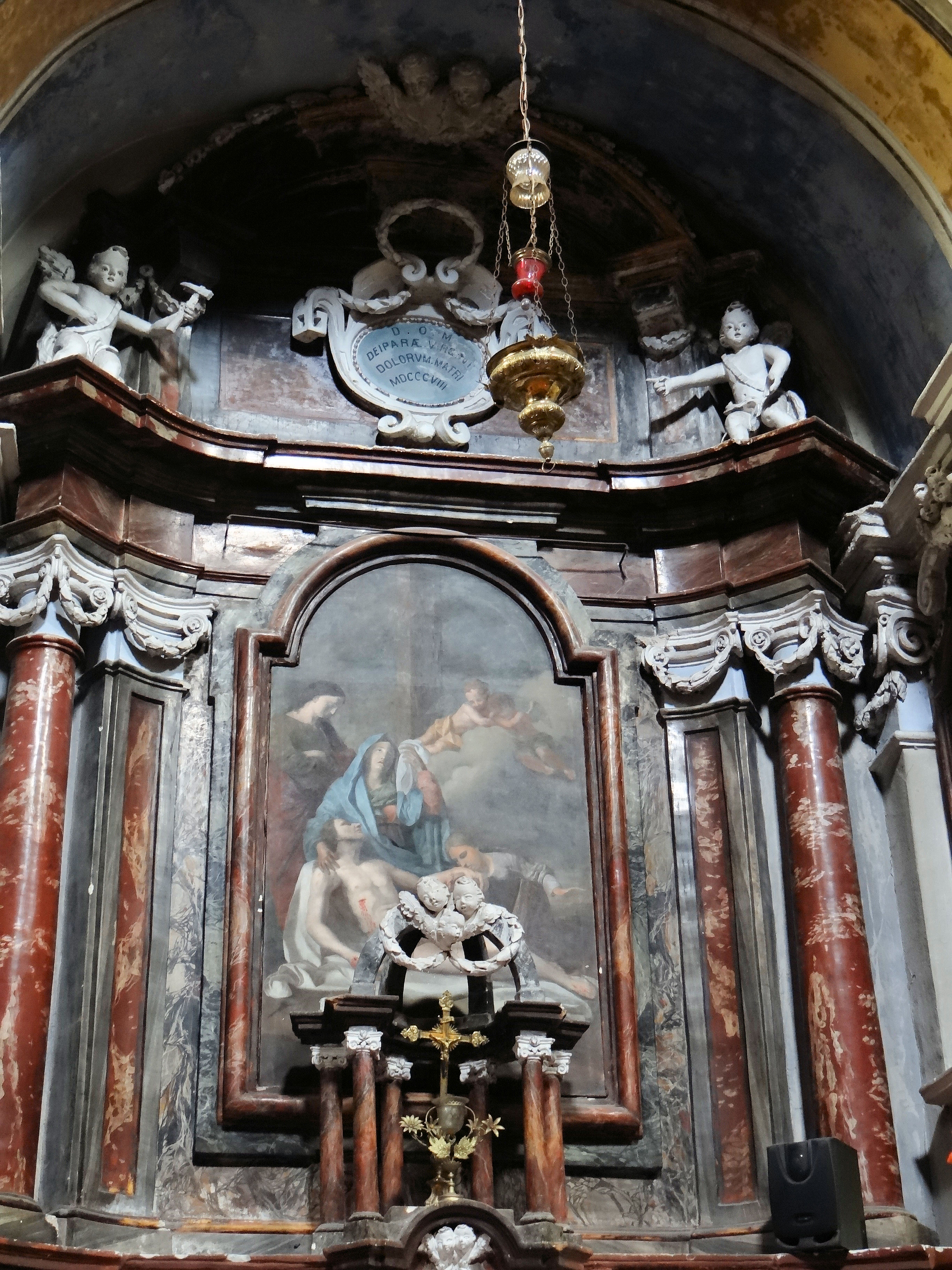
Retable d'une chapelle latérale.
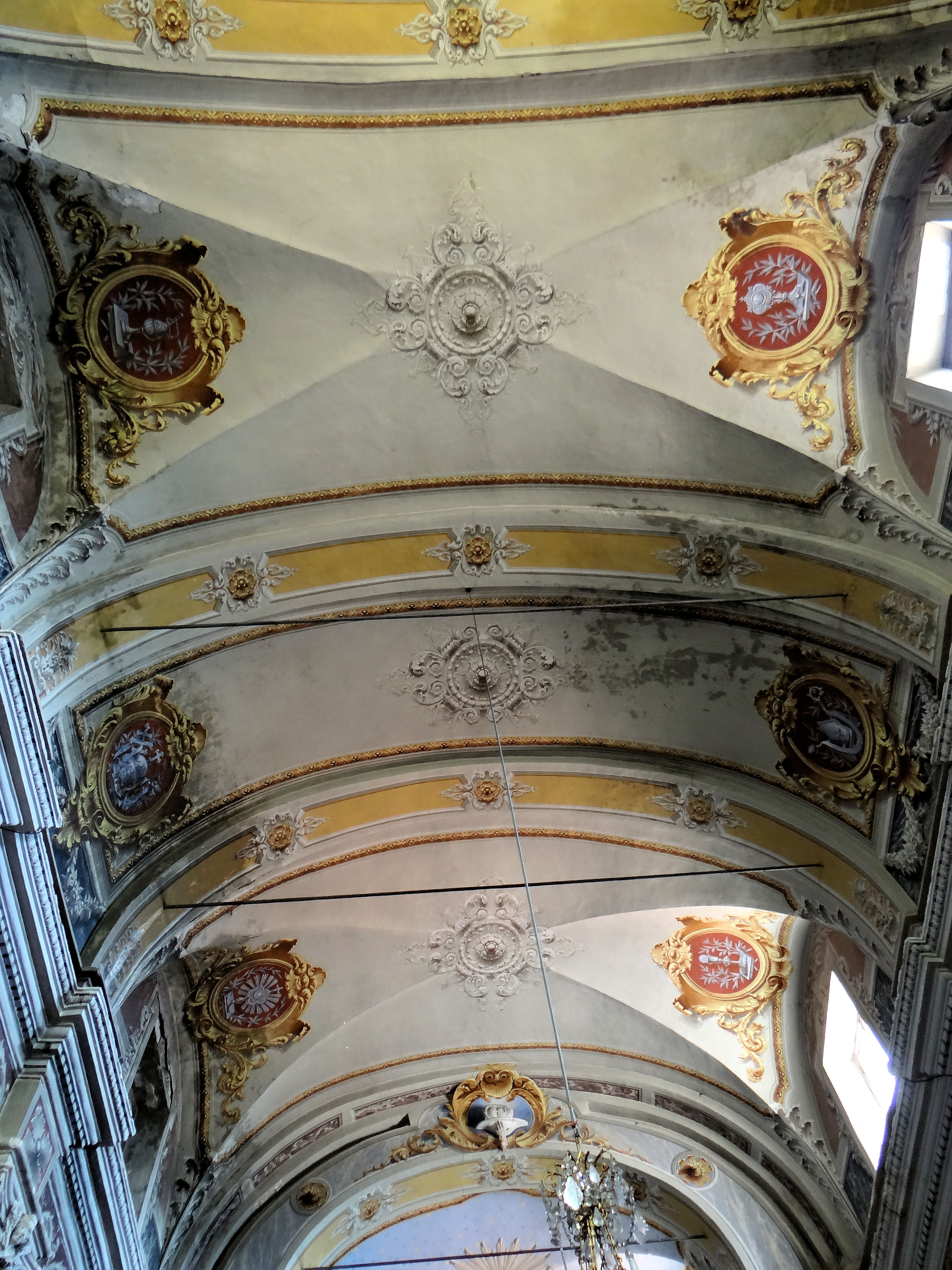
Décor de la voûte.